# Lymanopoda caudalis
Lymanopoda caudalis är en fjärilsart som beskrevs av Rosenberg och Talbot 1914. Lymanopoda caudalis ingår i släktet Lymanopoda och familjen praktfjärilar. Inga underarter finns listade i Catalogue of Life.